# Groupe A des éliminatoires du Championnat d'Europe de football 2024
 (décembre 2022).
Navigation
- A
- B
- C
- D
- E
- F
- G
- H
- I
- J

Le groupe A des éliminatoires du Championnat d'Europe de football 2024 est l'un des dix groupes qui décideront quelles équipes se qualifieront pour la phase finale de l'Euro 2024 en Allemagne. Le groupe A comprend cinq équipes : l'Espagne, l'Écosse, la Norvège, la Géorgie et Chypre. Les équipes s'affronteront à domicile et à l'extérieur dans un tournoi toutes rondes.
Les deux meilleures équipes se qualifieront directement pour le tournoi final. Les participants aux barrages seront déterminés en fonction de leurs performances dans la Ligue des nations de l'UEFA 2022-2023.

## Classement
| Rang | Équipe  | Pts | J | G | N | P | Bp | Bc | Diff |  | Résultats (▼ dom., ► ext.) |     |     |     |     |     |
| ---- | ------- | --- | - | - | - | - | -- | -- | ---- |  | -------------------------- | --- | --- | --- | --- | --- |
| 1    | Espagne | 21  | 8 | 7 | 0 | 1 | 25 | 5  | +20  |  | Espagne                    |     | 2-0 | 3-0 | 3-1 | 6-0 |
| 2    | Écosse  | 17  | 8 | 5 | 2 | 1 | 17 | 8  | +9   |  | Écosse                     | 2-0 |     | 3-3 | 2-0 | 3-0 |
| 3    | Norvège | 11  | 8 | 3 | 2 | 3 | 14 | 12 | +2   |  | Norvège                    | 0-1 | 1-2 |     | 2-1 | 3-1 |
| 4    | Géorgie | 8   | 8 | 2 | 2 | 4 | 12 | 18 | -6   |  | Géorgie                    | 1-7 | 2-2 | 1-1 |     | 4-0 |
| 5    | Chypre  | 0   | 8 | 0 | 0 | 8 | 3  | 28 | -25  |  | Chypre                     | 1-3 | 0-3 | 0-4 | 1-2 |     |

## Matchs
La liste des matches sera publiée par l'UEFA le 10 octobre 2022, le jour après le tirage au sort organisé à Francfort,,. Les heures sont CET/CEST, comme indiqué par l'UEFA (les heures locales, si elles sont différentes, sont entre parenthèses).

## Résultats et calendrier
| 1re journée                | Écosse                                                                          | 3 - 0   | Chypre                            | Hampden Park, Glasgow                                                    |                                                                          |
| 25 mars 2023 15h00 (14h00) | ( Robertson) McGinn 21e · ( Dykes) McTominay 87e · ( Robertson) McTominay 90+3e | (1 - 0) |                                   | Spectateurs : 48 195 Arbitrage : Duje Strukan Arbitre vidéo : Ivan Bebek | Spectateurs : 48 195 Arbitrage : Duje Strukan Arbitre vidéo : Ivan Bebek |
| 25 mars 2023 15h00 (14h00) | Armstrong 15e · Porteous 74e                                                    | Rapport | 32e Kástanos · 53e, 90+5e Ioannou | Spectateurs : 48 195 Arbitrage : Duje Strukan Arbitre vidéo : Ivan Bebek | Spectateurs : 48 195 Arbitrage : Duje Strukan Arbitre vidéo : Ivan Bebek |

| 25 mars 2023 | Espagne                                                          | 3 - 0   | Norvège                    | Stade de La Rosaleda, Malaga                                                  |                                                                               |
| 20h45        | ( Balde) Olmo 13e · ( Ruiz) Joselu 84e · ( Oyarzabal) Joselu 85e | (1 - 0) |                            | Spectateurs : 29 214 Arbitrage : Benoît Bastien Arbitre vidéo : Benoît Millot | Spectateurs : 29 214 Arbitrage : Benoît Bastien Arbitre vidéo : Benoît Millot |
| 20h45        | 88e Olmo                                                         | Rapport | 42e Ødegaard · 51e Sørloth | Spectateurs : 29 214 Arbitrage : Benoît Bastien Arbitre vidéo : Benoît Millot | Spectateurs : 29 214 Arbitrage : Benoît Bastien Arbitre vidéo : Benoît Millot |

| 2e journée                 | Géorgie                                         | 1 - 1   | Norvège                    | Stade de Batoumi, Batoumi                                                        |                                                                                  |
| 28 mars 2023 18h00 (20h00) | ( Kvirkvelia) Mikautadze 60e                    | (0 - 1) | 15e Sørloth (Aursnes )     | Spectateurs : 20 300 Arbitrage : Andris Treimanis Arbitre vidéo : Stuart Attwell | Spectateurs : 20 300 Arbitrage : Andris Treimanis Arbitre vidéo : Stuart Attwell |
| 28 mars 2023 18h00 (20h00) | Azarovi 53e · Aburjania 72eGocholeishvili 90+4e | Rapport | 79e Solbakken · 89e Meling | Spectateurs : 20 300 Arbitrage : Andris Treimanis Arbitre vidéo : Stuart Attwell | Spectateurs : 20 300 Arbitrage : Andris Treimanis Arbitre vidéo : Stuart Attwell |

| 28 mars 2023  | Écosse                                                 | 2 - 0   | Espagne                  | Hampden Park, Glasgow                                                      |                                                                            |
| 20h45 (19h45) | ( Robertson) McTominay 7e · McTominay 51e              | (1 - 0) |                          | Spectateurs : 47 976 Arbitrage : Sandro Schärer Arbitre vidéo : Fedayi San | Spectateurs : 47 976 Arbitrage : Sandro Schärer Arbitre vidéo : Fedayi San |
| 20h45 (19h45) | Robertson 27e · Dykes 34e · Gunn 76e · McTominay 90+6e | Rapport | 68e Carvajal · 83e Aspas | Spectateurs : 47 976 Arbitrage : Sandro Schärer Arbitre vidéo : Fedayi San | Spectateurs : 47 976 Arbitrage : Sandro Schärer Arbitre vidéo : Fedayi San |

| 3e journée         | Norvège            | 1 - 2   | Écosse                                               | Ullevaal Stadion, Oslo                                                     |                                                                            |
| 17 juin 2023 18h00 | Haaland 61e (pen.) | (0 - 0) | 87e Dykes · 89e McLean (Dykes )                      | Spectateurs : 25 791 Arbitrage : Matej Jug Arbitre vidéo : Nejc Kajtazovic | Spectateurs : 25 791 Arbitrage : Matej Jug Arbitre vidéo : Nejc Kajtazovic |
| 17 juin 2023 18h00 |                    | Rapport | 37e McGinn · 40e Hendry · 53e Tierney · 60e Porteous | Spectateurs : 25 791 Arbitrage : Matej Jug Arbitre vidéo : Nejc Kajtazovic | Spectateurs : 25 791 Arbitrage : Matej Jug Arbitre vidéo : Nejc Kajtazovic |

| 17 juin 2023  | Chypre                              | 1 - 2   | Géorgie                                          | AEK Arena - Georgios Karapatakis, Larnaca                                     |                                                                               |
| 20h45 (21h45) | Píttas 40e (pen.)                   | (1 - 1) | 31e Mikautadze · 84e Davitashvili (Lobzhanidze ) | Spectateurs : 3 763 Arbitrage : Fabio Verissimo Arbitre vidéo : Tiago Martins | Spectateurs : 3 763 Arbitrage : Fabio Verissimo Arbitre vidéo : Tiago Martins |
| 20h45 (21h45) | Karo 16e · Gogić 52e · Antoniou 56e | Rapport | 17e Kakabadze                                    | Spectateurs : 3 763 Arbitrage : Fabio Verissimo Arbitre vidéo : Tiago Martins | Spectateurs : 3 763 Arbitrage : Fabio Verissimo Arbitre vidéo : Tiago Martins |

| 4e journée         | Norvège                                                                 | 3 - 1   | Chypre                      | Ullevaal Stadion, Oslo                                                           |                                                                                  |
| 20 juin 2023 20h45 | ( Sørloth) Solbakken 12e · Haaland 56e (pen.) · ( Ødegaard) Haaland 60e | (1 - 0) | 90+3e Kástanos (Christofí ) | Spectateurs : 23 643 Arbitrage : Aleksandar Stavrev Arbitre vidéo : Paolo Valeri | Spectateurs : 23 643 Arbitrage : Aleksandar Stavrev Arbitre vidéo : Paolo Valeri |
| 20 juin 2023 20h45 | Aursnes 18e · Finne 89e                                                 | Rapport | 37e Píttas                  | Spectateurs : 23 643 Arbitrage : Aleksandar Stavrev Arbitre vidéo : Paolo Valeri | Spectateurs : 23 643 Arbitrage : Aleksandar Stavrev Arbitre vidéo : Paolo Valeri |

| 20 juin 2023  | Écosse                               | 2 - 0   | Géorgie                           | Hampden Park, Glasgow                                                          |                                                                                |
| 20h45 (19h45) | ( Dykes) McGregor 6e · McTominay 47e | (1 - 0) |                                   | Spectateurs : 50 062 Arbitrage : István Vad Arbitre vidéo : Bartosz Frankowski | Spectateurs : 50 062 Arbitrage : István Vad Arbitre vidéo : Bartosz Frankowski |
| 20h45 (19h45) | Hickey 45+4e · Robertson 67e         | Rapport | 69e Gocholeishvili · 75e Gagnidze | Spectateurs : 50 062 Arbitrage : István Vad Arbitre vidéo : Bartosz Frankowski | Spectateurs : 50 062 Arbitrage : István Vad Arbitre vidéo : Bartosz Frankowski |

| 5e journée                     | Géorgie                                                                              | 1 - 7   | Espagne | Stade Boris-Paichadze, Tbilissi                                             |                                                                             |
| 8 septembre 2023 18h00 (20h00) | Chakvetadze 49e                                                                      | (0 - 4) | 22e Morata (Asensio ) · 27e (csc) Kvirkvelia · 38e Olmo · 40e Morata (Ruiz ) · 66e Morata (Merino ) · 68e Williams (Gayà ) · 74e Yamal (Williams ) | Spectateurs : 51 694 Arbitrage : Daniel Siebert Arbitre vidéo : Marco Fritz | Spectateurs : 51 694 Arbitrage : Daniel Siebert Arbitre vidéo : Marco Fritz |
| 8 septembre 2023 18h00 (20h00) | Aburjania 45+2e · Kashia 50e · Kiteishvili 60e · Chakvetadze 63e · Kvaratskhelia 82e | Rapport | 45+1e Gavi · 79e Zubimendi | Spectateurs : 51 694 Arbitrage : Daniel Siebert Arbitre vidéo : Marco Fritz | Spectateurs : 51 694 Arbitrage : Daniel Siebert Arbitre vidéo : Marco Fritz |

| 8 septembre 2023 | Chypre                                | 0 - 3   | Écosse                                                                    | AEK Arena - Georgios Karapatakis, Larnaca                                 |                                                                           |
| 20h45 (21h45)    |                                       | (0 - 3) | 6e McTominay (McGinn ) · 16e Porteous (Hendry ) · 30e McGinn (McTominay ) | Spectateurs : 6 633 Arbitrage : Balázs Berke Arbitre vidéo : Tamás Bognár | Spectateurs : 6 633 Arbitrage : Balázs Berke Arbitre vidéo : Tamás Bognár |
| 20h45 (21h45)    | Correia 8e · Píttas 57e · Ioannou 84e | Rapport |                                                                           | Spectateurs : 6 633 Arbitrage : Balázs Berke Arbitre vidéo : Tamás Bognár | Spectateurs : 6 633 Arbitrage : Balázs Berke Arbitre vidéo : Tamás Bognár |

| 6e journée              | Norvège                                    | 2 - 1   | Géorgie                           | Ullevaal Stadion, Oslo                                                            |                                                                                   |
| 12 septembre 2023 20h45 | ( Nusa) Haaland 25e · ( Nusa) Ødegaard 33e | (2 - 0) | 90+1e Zivzivadze (Azarovi )       | Spectateurs : 23 665 Arbitrage : Nikola Dabanović Arbitre vidéo : Nejc Kajtazovic | Spectateurs : 23 665 Arbitrage : Nikola Dabanović Arbitre vidéo : Nejc Kajtazovic |
| 12 septembre 2023 20h45 |                                            | Rapport | 64e Davitashvili · 82e Zivzivadze | Spectateurs : 23 665 Arbitrage : Nikola Dabanović Arbitre vidéo : Nejc Kajtazovic | Spectateurs : 23 665 Arbitrage : Nikola Dabanović Arbitre vidéo : Nejc Kajtazovic |

| 12 septembre 2023 | Espagne | 6 - 0   | Chypre         | Nouveau stade de Los Cármenes, Grenade                                         |                                                                                |
| 20h45             | ( Williams) Gavi 18e · ( Williams) Merino 33e · ( Carvajal) Joselu 70e · ( Carvajal) Torres 73e · ( Joselu) Baena 77e · ( Rodri) Torres 83e | (2 - 0) |                | Spectateurs : 17 311 Arbitrage : Simone Sozza Arbitre vidéo : Maurizio Mariani | Spectateurs : 17 311 Arbitrage : Simone Sozza Arbitre vidéo : Maurizio Mariani |
| 20h45             | | Rapport | 45+3e Kástanos | Spectateurs : 17 311 Arbitrage : Simone Sozza Arbitre vidéo : Maurizio Mariani | Spectateurs : 17 311 Arbitrage : Simone Sozza Arbitre vidéo : Maurizio Mariani |

| 7e journée            | Espagne                                               | 2 - 0   | Écosse                                 | Stade olympique de Séville, Séville                                              |                                                                                  |
| 12 octobre 2023 20h45 | ( Navas) Morata 73e · Sancet 86e                      | (0 - 0) |                                        | Spectateurs : 45 623 Arbitrage : Serdar Gözübüyük Arbitre vidéo : Pol van Boekel | Spectateurs : 45 623 Arbitrage : Serdar Gözübüyük Arbitre vidéo : Pol van Boekel |
| 12 octobre 2023 20h45 | Merino 45+4e · Carvajal 59e · Simón 60e · Laporte 90e | Rapport | 36e Dykes · 50e Patterson · 84e Hendry | Spectateurs : 45 623 Arbitrage : Serdar Gözübüyük Arbitre vidéo : Pol van Boekel | Spectateurs : 45 623 Arbitrage : Serdar Gözübüyük Arbitre vidéo : Pol van Boekel |

| 12 octobre 2023 | Chypre  | 0 - 4   | Norvège                                                                  | AEK Arena - Georgios Karapatakis, Larnaca                                    |                                                                              |
| 20h45 (21h45)   |         | (0 - 1) | 33e Sørloth · 65e Haaland (Aursnes ) · 72e Haaland (Nusa ) · 81e Aursnes | Spectateurs : 7 206 Arbitrage : Donatas Rumšas Arbitre vidéo : Tiago Martins | Spectateurs : 7 206 Arbitrage : Donatas Rumšas Arbitre vidéo : Tiago Martins |
| 20h45 (21h45)   | Rapport |         |                                                                          | Spectateurs : 7 206 Arbitrage : Donatas Rumšas Arbitre vidéo : Tiago Martins | Spectateurs : 7 206 Arbitrage : Donatas Rumšas Arbitre vidéo : Tiago Martins |

| 8e journée                    | Géorgie | 4 - 0   | Chypre                   | Stade Mikheil-Meskhi, Tbilissi                                            |                                                                           |
| 15 octobre 2023 15h00 (17h00) | Kiteishvili 46e · ( Chakvetadze) Kvaratskhelia 58e · ( Kvaratskhelia) Shengelia 82e · Mikautadze 90+5e (pen.) | (0 - 0) |                          | Spectateurs : 15 871 Arbitrage : Robert Jones Arbitre vidéo : David Coote | Spectateurs : 15 871 Arbitrage : Robert Jones Arbitre vidéo : David Coote |
| 15 octobre 2023 15h00 (17h00) | Chakvetadze 45e                                                                                               | Rapport | 29e Christofí · 48e Karo | Spectateurs : 15 871 Arbitrage : Robert Jones Arbitre vidéo : David Coote | Spectateurs : 15 871 Arbitrage : Robert Jones Arbitre vidéo : David Coote |

| 15 octobre 2023 | Norvège                | 0 - 1   | Espagne                                               | Ullevaal Stadion, Oslo                                                          |                                                                                 |
| 20h45           |                        | (0 - 0) | 39e Gavi                                              | Spectateurs : 25 885 Arbitrage : Tobias Stieler Arbitre vidéo : Bastian Dankert | Spectateurs : 25 885 Arbitrage : Tobias Stieler Arbitre vidéo : Bastian Dankert |
| 20h45           | Bobb 31e · Ryerson 40e | Rapport | 30e Le Normand · 56e Laporte · 61e Morata · 86e Rodri | Spectateurs : 25 885 Arbitrage : Tobias Stieler Arbitre vidéo : Bastian Dankert | Spectateurs : 25 885 Arbitrage : Tobias Stieler Arbitre vidéo : Bastian Dankert |

| 9e journée                     | Géorgie                                                           | 2 - 2   | Écosse                                                 | Stade Boris-Paichadze, Tbilissi                                                |                                                                                |
| 16 novembre 2023 18h00 (21h00) | ( Kakabadze) Kvaratskhelia 15e · ( Chakvetadze) Kvaratskhelia 57e | (1 - 0) | 49e McTominay (McLean ) · 90+3e Shankland (Armstrong ) | Spectateurs : 44 595 Arbitrage : Aleksandar Stavrev Arbitre vidéo : Fran Jović | Spectateurs : 44 595 Arbitrage : Aleksandar Stavrev Arbitre vidéo : Fran Jović |
| 16 novembre 2023 18h00 (21h00) | Kvirkvelia 59e · Kochorashvili 82e · Kvaratskhelia 90+1e          | Rapport | 8e Patterson · 37e Christie · 90+5e Armstrong          | Spectateurs : 44 595 Arbitrage : Aleksandar Stavrev Arbitre vidéo : Fran Jović | Spectateurs : 44 595 Arbitrage : Aleksandar Stavrev Arbitre vidéo : Fran Jović |

| 16 novembre 2023 | Chypre                                                 | 1 - 3   | Espagne                                                                  | Alphamega Stadium, Limassol                                                     |                                                                                 |
| 18h00 (19h00)    | ( Charalámpous) Pileas 75e                             | (0 - 3) | 5e Yamal (Merino ) · 22e Oyarzabal (Grimaldo ) · 28e Joselu (Oyarzabal ) | Spectateurs : 9 667 Arbitrage : Mykola Balakine Arbitre vidéo : Kateryna Monzul | Spectateurs : 9 667 Arbitrage : Mykola Balakine Arbitre vidéo : Kateryna Monzul |
| 18h00 (19h00)    | Correia 17e · Karo 59e · Koúsoulos 77e · Špoljarić 87e | Rapport | 82e Riquelme                                                             | Spectateurs : 9 667 Arbitrage : Mykola Balakine Arbitre vidéo : Kateryna Monzul | Spectateurs : 9 667 Arbitrage : Mykola Balakine Arbitre vidéo : Kateryna Monzul |

| 10e journée                    | Écosse                                                          | 3 - 3   | Norvège                                                                  | Hampden Park, Glasgow                                                       |                                                                             |
| 19 novembre 2023 20h45 (19h45) | McGin 13e (pen.) · Østigård 33e (csc) · ( McGinn) Armstrong 59e | (2 - 2) | 3e Dønnum (Larsen ) · 20e Larsen (Ryerson ) · 86e Elyounoussi (Ryerson ) | Spectateurs : 48 138 Arbitrage : Horațiu Feșnic Arbitre vidéo : Mario Zebec | Spectateurs : 48 138 Arbitrage : Horațiu Feșnic Arbitre vidéo : Mario Zebec |
| 19 novembre 2023 20h45 (19h45) | McKenna 79e                                                     | Rapport | 10e Ajer · 45e Berg · 59e Berge                                          | Spectateurs : 48 138 Arbitrage : Horațiu Feșnic Arbitre vidéo : Mario Zebec | Spectateurs : 48 138 Arbitrage : Horațiu Feșnic Arbitre vidéo : Mario Zebec |

| 19 novembre 2023 | Espagne                                                              | 3 - 1   | Géorgie                          | Stade José-Zorrilla, Valladolid                                              |                                                                              |
| 20h45            | ( Torres) Le Normand 4e · ( Gayà) Torres 55e · Lochoshvili 72e (csc) | (1 - 1) | 10e Kvaratskhelia (Chakvetadze ) | Spectateurs : 24 146 Arbitrage : Ovidiu Haţegan Arbitre vidéo : Cătălin Popa | Spectateurs : 24 146 Arbitrage : Ovidiu Haţegan Arbitre vidéo : Cătălin Popa |
| 20h45            | Rodri 56e · Martínez 90+4e                                           | Rapport | 75e Kvaratskhelia · 83e Kashia   | Spectateurs : 24 146 Arbitrage : Ovidiu Haţegan Arbitre vidéo : Cătălin Popa | Spectateurs : 24 146 Arbitrage : Ovidiu Haţegan Arbitre vidéo : Cătălin Popa |

## Statistiques

### Buteurs
7 buts        
- Scott McTominay

6 buts       
- Erling Haaland (dont 2 penaltys)

4 buts     
- Alvaro Morata
- Joselu
- Khvicha Kvaratskhelia

3 buts    
- John McGinn (dont 1 penalty)
- Ferran Torres
- Georges Mikautadze (dont 1 penalty)

2 buts   
- Dani Olmo

- Gavi
- Lamine Yamal
- Alexander Sørloth

1 but   
- Ioánnis Píttas (1 penalty)
- Grigóris Kástanos
- Kostas Pileas
- Lyndon Dykes
- Kenny McLean
- Callum McGregor
- Ryan Porteous
- Lawrence Shankland
- Stuart Armstrong
- Nico Williams

- Mikel Merino
- Álex Baena
- Oihan Sancet
- Mikel Oyarzabal
- Robin Le Normand
- Zuriko Davitashvili
- Budu Zivzivadze
- Otar Kiteishvili
- Levan Shengelia
- Ola Solbakken
- Martin Ødegaard
- Fredrik Aursnes
- Aron Dønnum
- Jørgen Strand Larsen
- Mohamed Elyounoussi

but contre son camp  (csc)
- Solomon Kvirkvelia contre l'Espagne
- Leo Østigård contre l'Écosse
- Luka Lochoshvili contre l'Espagne

### Passeurs
3 passes décisives   
- Andrew Robertson
- Lyndon Dykes
- Nico Williams
- Giorgi Chakvetadze
- Antonio Nusa

2 passes décisives  
- John McGinn
- Dani Carvajal
- Mikel Merino
- Mikel Oyarzabal
- José Gayà
- Fredrik Aursnes
- Julian Ryerson

1 passe décisive 
- Demétris Christofí
- Charálampos Charalámpous

- Jack Hendry
- Scott McTominay
- Kenny McLean
- Stuart Armstrong
- Alejandro Balde
- Fabián Ruiz
- Marco Asensio
- Fabián Ruiz
- Joselu
- Rodri
- Jesús Navas
- Álex Grimaldo
- Ferran Torres
- Solomon Kvirkvelia
- Saba Lobzhanidze
- Irakli Azarovi
- Khvicha Kvaratskhelia
- Otar Kakabadze
- Alexander Sørloth
- Martin Ødegaard
- Jørgen Strand Larsen

## Discipline
Un joueur est automatiquement suspendu pour le prochain match pour les infractions suivantes:
- Recevoir un carton rouge (les suspensions du carton rouge peuvent être prolongées pour des infractions graves)
- Recevoir trois cartons jaunes dans trois matches différents, ainsi qu'après le cinquième et tout carton jaune suivant (les suspensions pour carton jaune ne sont pas reportées aux barrages, aux finales ou à tout autre match international futur)

Les suspensions suivantes ont été (ou seront) purgées lors des matches de qualification:
| Joueurs          | Cartons                                   | Suspensions                               |
| ---------------- | ----------------------------------------- | ----------------------------------------- |
| Nicholas Ioannou | 1re journée, contre Écosse (25 mars 2023) | 3e journée, contre Géorgie (17 juin 2023) |